# Schloss Klein Oschersleben
Das Schloss Klein Oschersleben ist das Herrenhaus auf dem Rittergut Klein Oschersleben (auch Rittergut von Kotze) in Klein Oschersleben, einem Ortsteil der Stadt Oschersleben im Landkreis Börde in Sachsen-Anhalt. Das Herrenhaus steht unter Denkmalschutz.

## Geschichte
Im Jahr 1381 befanden sich in Klein Oschersleben mehrere Lehnshöfe im Besitz des Bistums Halberstadt. Das damalige Rittergut erhielt 1489 der Hofmarschall Hans von Kotze als Mannlehen. 1562 wurde Klein Oschersleben samt dem Rittergut durch einen Brand zerstört. Hans von Kotzes Nachfahren blieben fast 400 Jahre im Besitz des Guts.
Auf dem Gelände des Ritterguts entstand 1863 eine Zuckerfabrik. Sie wurde jedoch bald geschlossen, da eine weitere Zuckerfabrik in der direkter Nähe des Bahnhofs erbaut worden war, die bis 1991 produzierte.
Auf dem Fundament des Vorgängerbaus wurde das Herrenhaus 1874–1878 nach Entwurf des renommierten Architekten Edwin Oppler neu errichtet. Während der Zeit der DDR wurde das Gebäude als Schule und Kinderkrippe genutzt, außerdem wurden Wohnungen eingerichtet. 2015 befand sich das Gebäude in Privatbesitz.